# Corcos del Valle
Corcos del Valle es un municipio y localidad española de la provincia de Valladolid, en la comunidad autónoma de Castilla y León. El término municipal, ubicado en la comarca de la Campiña del Pisuerga, tiene una población de 210 habitantes (INE 2024). 

## Geografía
Situado a 6 kilómetros al norte de Cigales y a 22 de la capital, el término municipal está atravesado por la autovía de Castilla (A-62) en el pK 109. Su relieve es llano, contando con algunas lomas de suaves pendientes y las estribaciones de los montes Torozos al oeste. La altitud oscila entre los 862 metros al noroeste (La Barranca) y los 695 metros a orillas del Pisuerga. El pueblo se alza a 788 metros sobre el nivel del mar, junto al arroyo del Prado. El río Pisuerga hace de límite con San Martín de Valvení. Se adscribe enológicamente a la Denominación de Origen de Cigales, término municipal con el que linda por el sur.

## Historia
Así se describe a Corcos en la página 577 del tomo VI del Diccionario geográfico-estadístico-histórico de España y sus posesiones de Ultramar, obra impulsada por Pascual Madoz a mediados del siglo XIX:

CORCOS

Villa con ayuntamiento en la provincia, audiencia territorial y capitanía general de Valladolid (3 leguas), partido judicial de Valoria la Buena (3), diócesis de Palencia (4).
Situada en la hondonada de un valle al pie de una cuesta. La combaten principalmente los vientos N y S. Su clima es frío y las enfermedades más comunes fiebres catarrales e intermitentes.
Tiene 136 casas, la de ayuntamiento con cárcel, escuela de instrucción primaria concurrida por 36 alumnos, a cargo de un maestro dotado con 1.100 reales y algunas gratificaciones de parte de los discípulos, y una iglesia parroquial de primer ascenso (Santa María), servida por un cura teniente, dos beneficiados y un capellán.
Confina el término N Dueñas; E Ampudia; S Cabezón, y O Cigales. Dentro de él se encuentran 8 manantiales de buenas aguas; una ermita (el Humilladero), los despoblados de Villullas, Valensio, Villa-Muñoz, Canaleja y San Cebrián; la granja de Palazuelos con 3 casas; el ex convento del mismo nombre; la granja de los Santos con 4 casas, y la venta de Trigueros.
El terreno es de mediana calidad y poco productivo; comprende un monte poblado de roble, y le fertilizan en parte el río Pisuerga y el Canal de Castilla.
Caminos: los locales y los que dirigen a Villalba del Alcor, Valoria y Quintanilla. Correo: se recibe y despacha martes y sábados en la administración de Valladolid por un valijero.
Producciones: trigo común, morcajo, cebada, avena, legumbres y vino; cría ganado lanar churro y mular; caza de liebres, conejos, perdices, algunos venados, lobos y zorras; en el Pisuerga y canal de Castilla, hay pesca de barbos, algunas anguilas, tencas y otros peces.
Industria: la agrícola y una fábrica de harinas impulsada por el canal de Castilla, situada en la esclusa número 40 del mismo.
Comercio: exportación de frutos sobrantes, en particular vino y granos e importación de los artículos que faltan.
Población: 134 vecinos, 536 almas.

Capital productivo: 800.410 reales. Imponible: 80.000. Contribución: 12.667 reales 32 maravedíes. Presupuesto municipal: 4.300 reales, que se cubre con los productos de propios, la alcabala y reparto vecinal.

Hasta la reforma de la nomenclatura municipal de 1916 el municipio se llamaba Corcos ó Cohorcos. En dicha fecha su nombre fue modificado por el de Corcos.

## Demografía
Cuenta con una población de 210 habitantes (INE 2024).
| Gráfica de evolución demográfica de Corcos entre 1842 y 2021                                                          |
| |
| Población de derecho según los censos de población del INE. Población de hecho según los censos de población del INE. |

| 257                                                            | 276 | 259 | 258 | 236 | 225 | 211 | 201 | 199 |
| (Fuente: [www.ine.es] Padrón municipal de los años señalados.) |     |     |     |     |     |     |     |     |

| Noroeste: Ampudia (Palencia) | Norte: Trigueros del Valle | Noreste: Trigueros del Valle y Cubillas de Santa Marta |
| Oeste: Cigales               |                            | Este: Valoria la Buena y San Martín de Valvení         |
| Suroeste: Cigales            | Sur: Cigales               | Sureste: Cabezón del Pisuerga                          |

## Símbolos
El escudo heráldico y la bandera que representan al municipio fueron aprobados oficialmente el 27 de junio de 2007. El escudo se blasona de la siguiente manera:

Escudo cuartelado en cruz. 1.º De plata, dos fajas ondadas de azur. 2.º de gules, Iglesia de plata, mazonada de sable y aclarada de gules. 3.º De gules, castillo de oro, mazonado de sable y aclarado de azur. 4.º De oro, racimo de uvas de sinople. Al timbre corona real cerrada.
Boletín Oficial de Castilla y León nº 80 de 28 de abril de 2008

La descripción textual de la bandera es la siguiente:

Bandera rectangular de proporciones 2:3, formada por tres franjas verticales en proporciones 1/4, 1/2 y 1/4, siendo rojas las exteriores y blanca con dos franjas ondonadas azules la central.
Boletín Oficial de Castilla y León nº 80 de 28 de abril de 2008

## Patrimonio

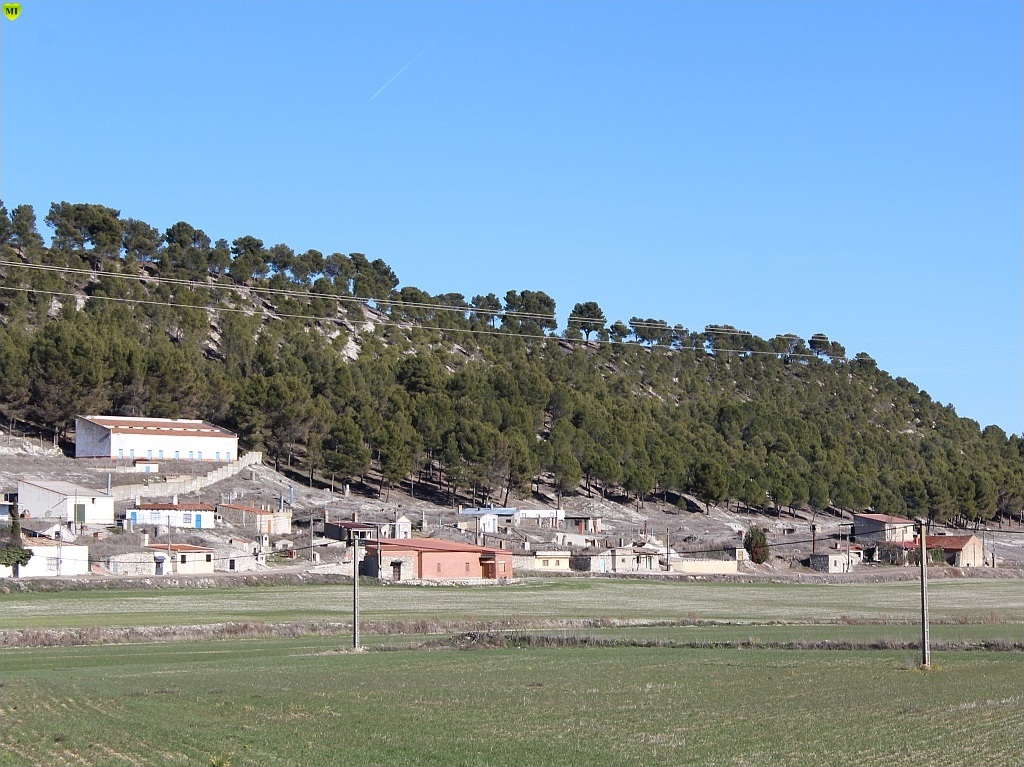
Bodegas

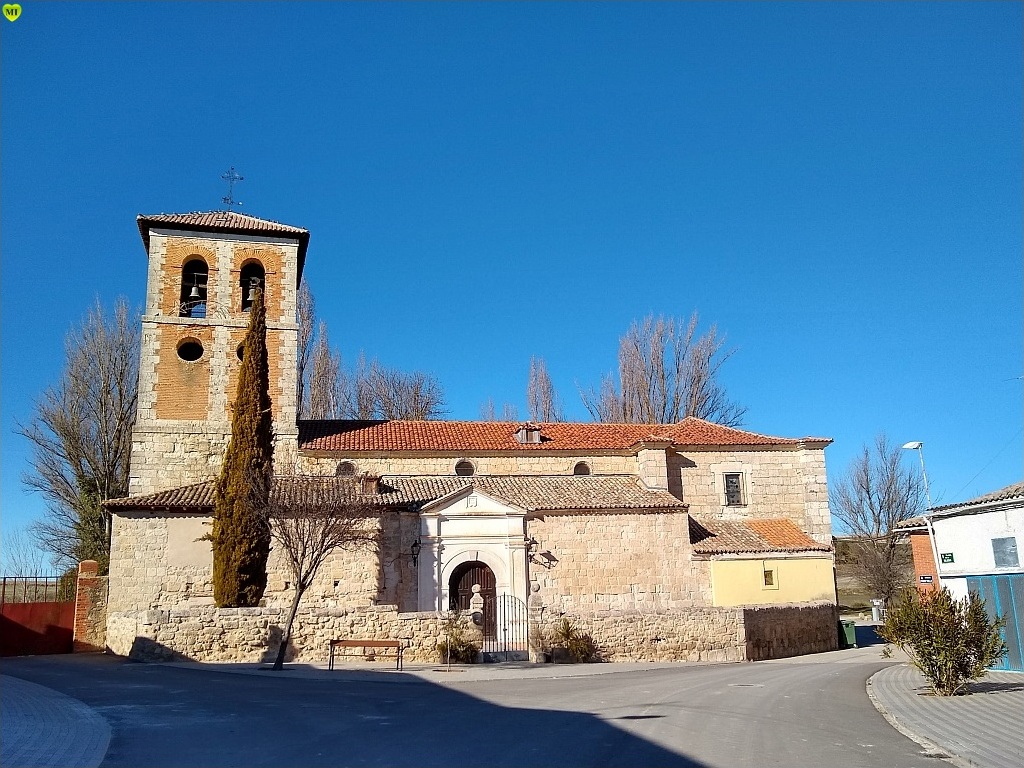
Iglesia parroquial

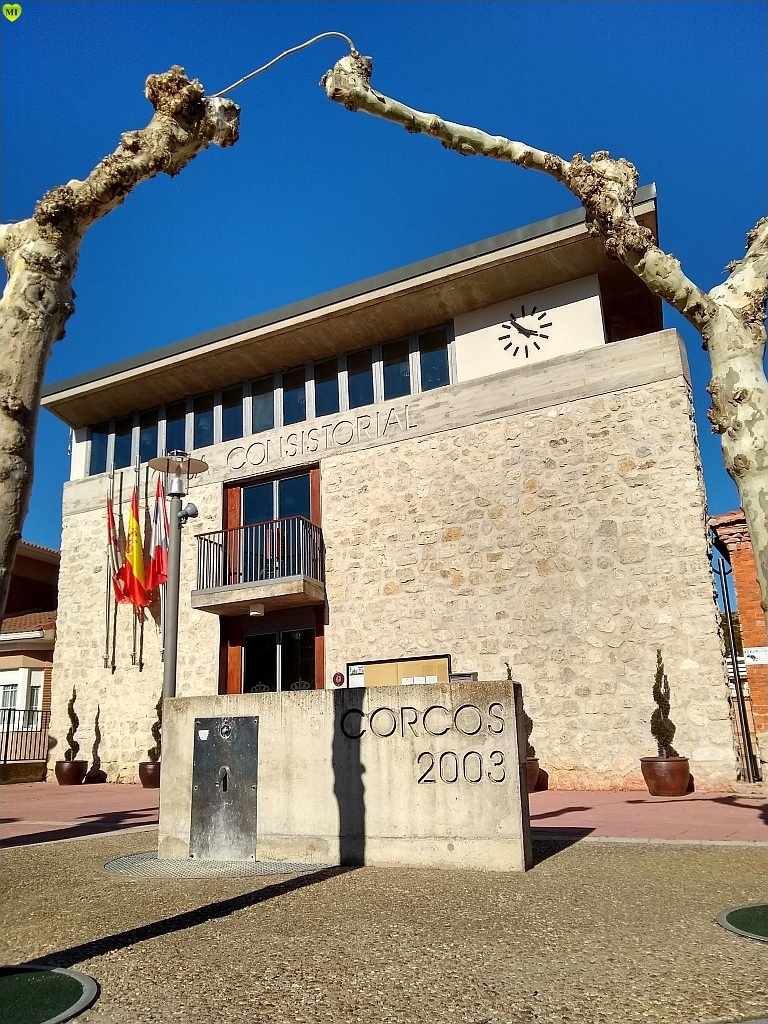
Casa consistorial

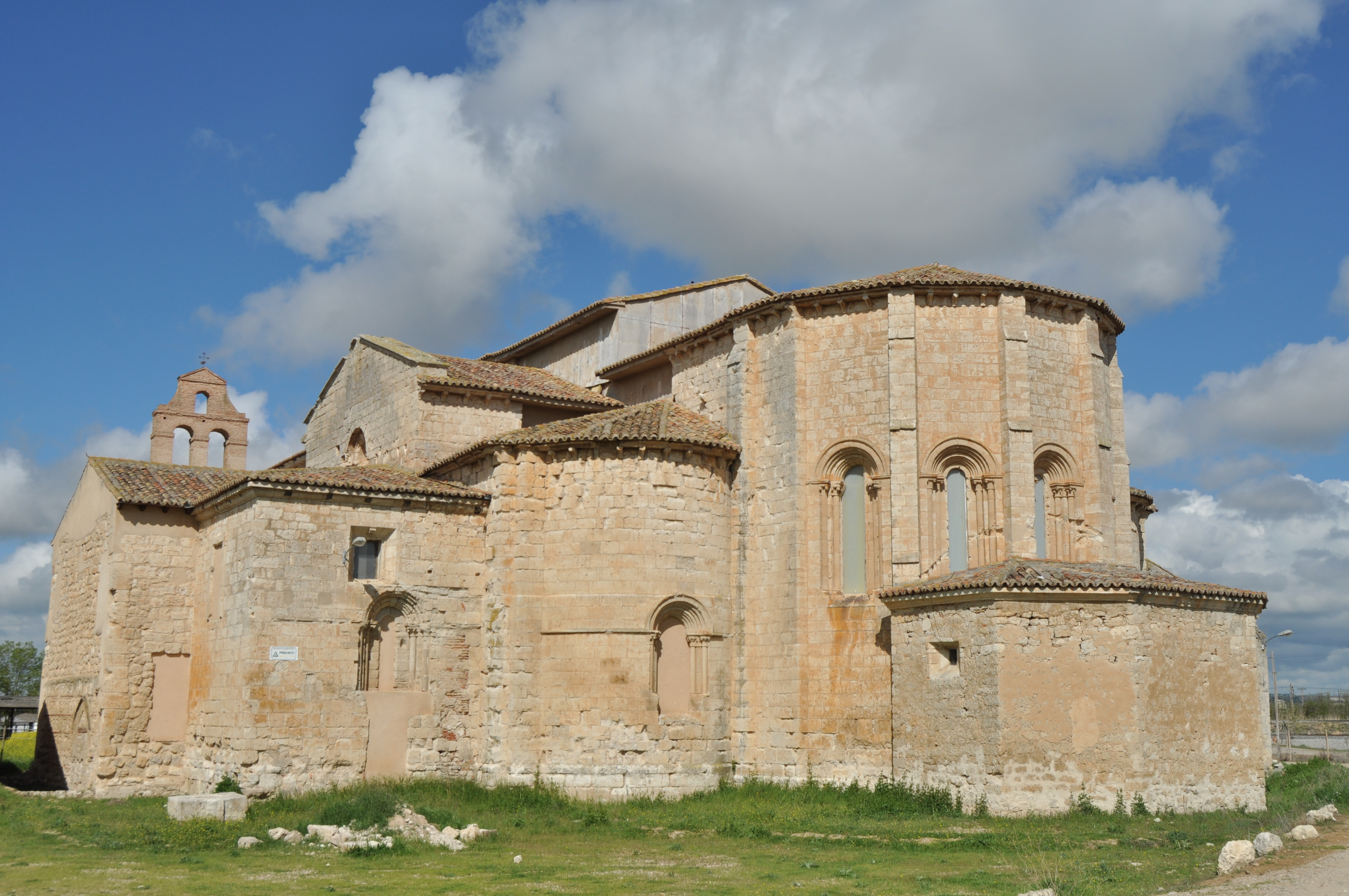
Vista del Monasterio de Sta. María de Palazuelos

El monasterio de Palazuelos fue fundado en el siglo XIII como abadía cisterciense, masculina, en el estilo típico de la orden. Fue reformado en el siglo XVI, con importantes adiciones renacentistas, atribuidas al maestro cantero de origen cántabro Juan de Nates.
Abandonado con la desamortización de Mendizábal, sólo se conserva la antigua iglesia abacial, recientemente restaurada.